# Вда

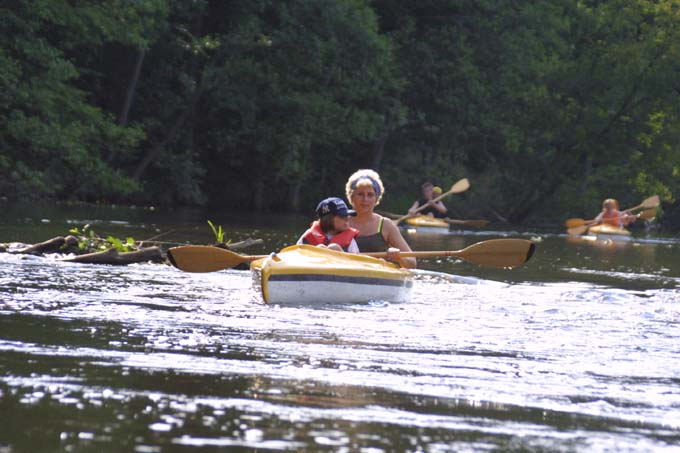
Байдарки на річці Вда

 Вда  або Чарна-Вода (пол. Wda, нім. Schwarzwasser) — річка в північної частині  Польщі, ліва притока Вісли.
Назва «Чорна вода» (і німецька аналогічна назва), відображає, швидше за все, темний, а іноді і чорний, колір вод річки.

## Географія
Бере початок в озері Кронжно поблизу села Ослава-Домброва недалеко від міста Битів. Тече по території Поморського і  Куявсько-Поморське воєводств через так звані Кашубські великі води (озера Вдзидзе, Радольне (пол. Radolne), Ґолунь (пол. Gołuń) і Єленьє (пол. Jelenie), а також через безліч маленьких озер. Спочатку тече в південно-східному напрямку, біля міста  Чарна Вода утворює меандр і повертає на схід. Потім знову змінює напрямок і тече на південь. Впадає в Віслу поблизу міста Свеце.
Довжина річки становить 198 км, площа водозбірного басейну — 2325 км². Середня витрата води — 6,52 м³/сек. Висота витоку становить 146 м, висота гирла — 23,1 м над рівнем моря.
Береги річки переважно покриті лісом. Дно піщане, але в руслі безліч валунів. Хоча річка тече по низовини, вона відрізняється великою звивистістю. Вда кидається з одного боку долини в іншу, тече між високими, а місцями і обривистими берегами, подекуди утворюючи ущелини. З цієї причини річка є дуже привабливою для каноїстів і байдарочників.